# En-anna-tum I

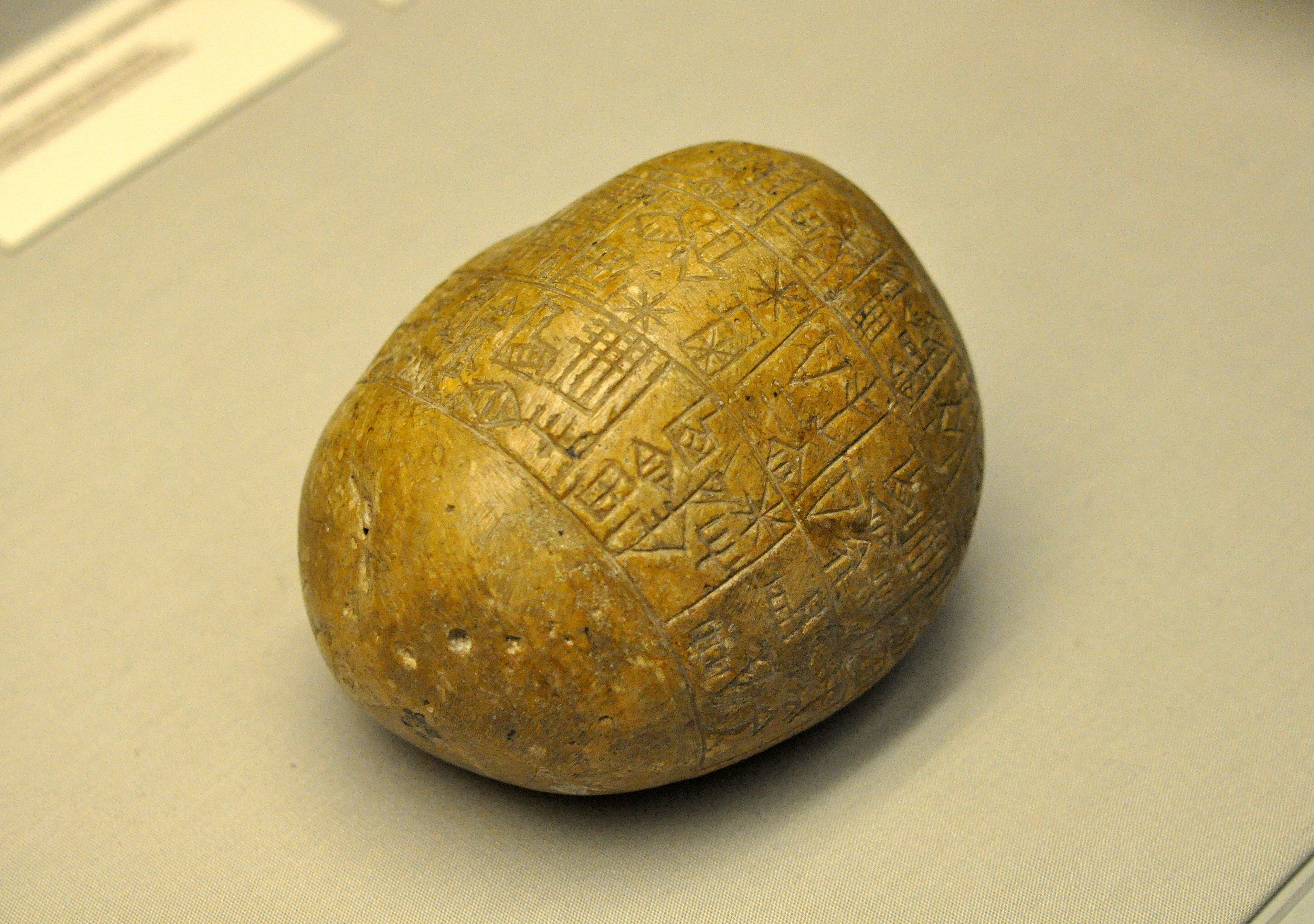
En kiltext där det står skrivet att En-anna-tum I påminner gudarna om sina tempelprestationer i Lagash. Stenen är från runt 2400 år f.Kr. och hittades i Girsu, Irak. Bilden tagen i British Museum i London.

En-anna-tum I var bror till Eannatum och tog, efter dennes död i strid, platsen som kung över stadsstaten Lagash. En-anna-tum I omnämns inte mycket i historien, genom bevarade skrifter vet vi att han åtminstone påstår sig ha uppfört eller byggt ut tempel i Lagash. I övrigt skall han ha krossat ett anfall från stadsstaten Umma som hans bror besegrat under sin regeringstid. Kung Ur-lumma av Umma skall då ha nått ända till Lagash med sin armé innan han slutligen besegrades. Ur-lumma ersattes av prästkungen Illi som även han senare kom att föra krig mot Lagash. Efter En-anna-tum I:s död blev hans son Entemena kung av Lagash. 